# طیف‌شناسی الکترون اوژه

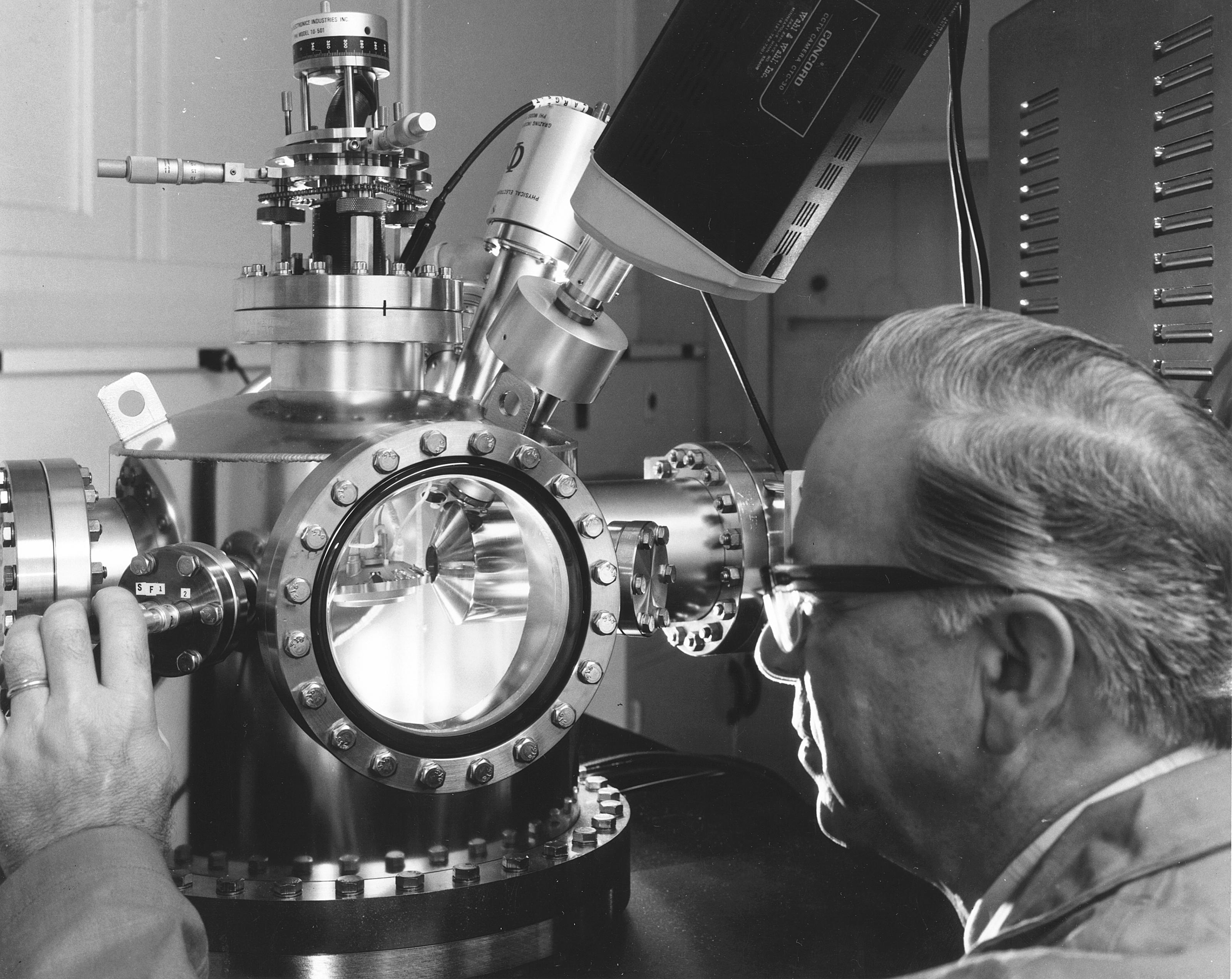
دانشمندی در حال استفاده از دستگاه طیف‌بین الکترونی اوژه برای تعیین ترکیب عناصر سازنده سطح

طیف‌شناسی الکترون اوژه (به انگلیسی: Auger electron spectroscopy یا AES)، روشی رایج در آنالیز است که به صورت ویژه در مطالعهٔ سطوح و در حالت عمومی تر، در مبحث علم مواد به کار می‌رود. 

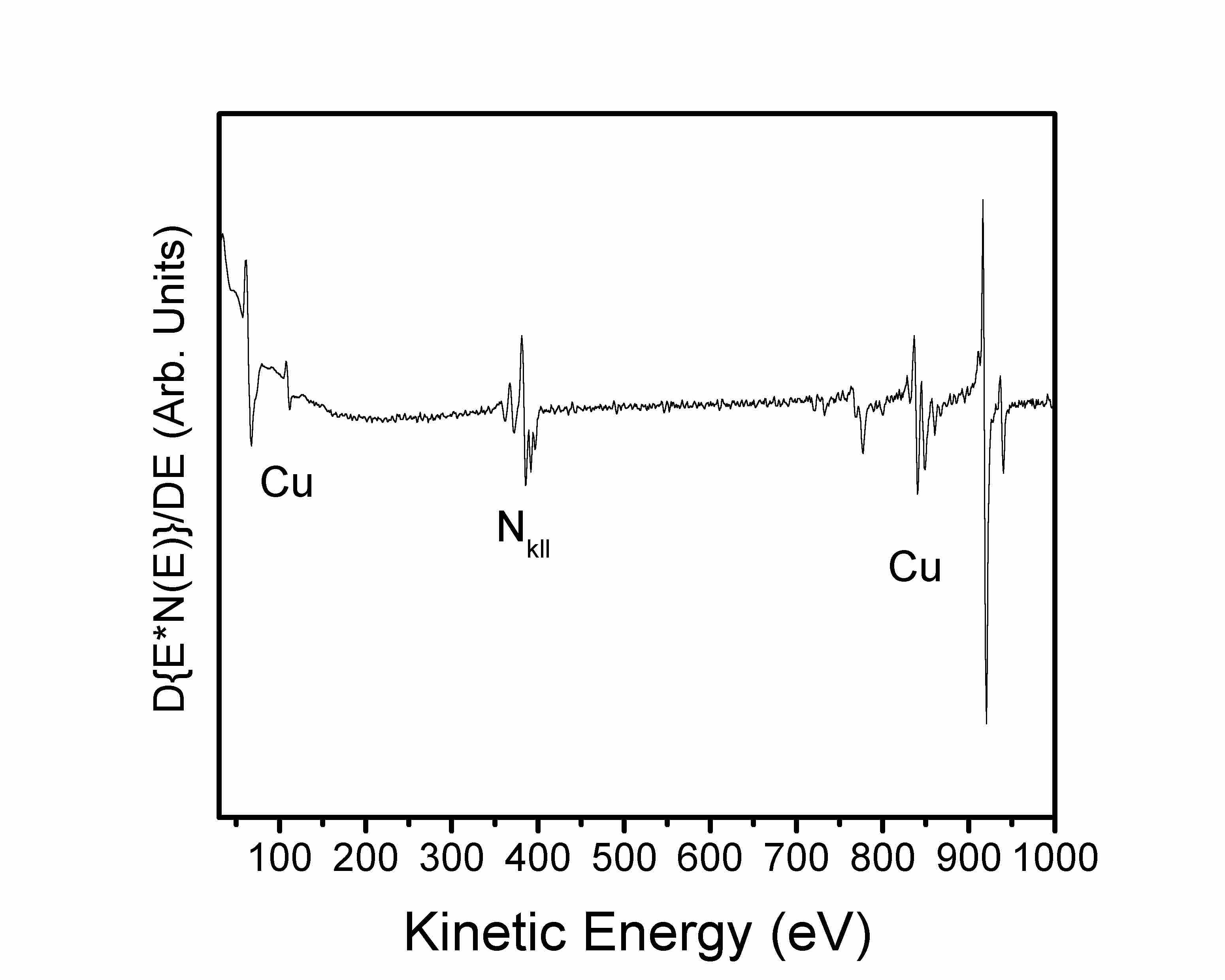
طیف مشتق اوژه فیلم نیترید مس

اساس تکنیک طیف‌سنجی، اثر اوژه است، همان‌گونه که نام‌گذاری شده‌است بر اساس آنالیز الکترون‌های پرانرژی تابش‌شده از یک اتم برانگیخته پس از یک سری رخدادهای وارفتگی درونی است. اثر اوژه به‌طور مستقل به وسیلهٔ لایس میتنر و پیر اوژه در دههٔ ۱۹۲۰ میلادی کشف شد. گرچه این اکتشاف به وسیلهٔ میتنر بود و درابتدا در روزنامهٔ Zeitschrift für Physik در ۱۹۲۲ منتشر شد، اما اوژه در بسیاری از جوامع علمی به عنوان کاشف این اثر شناخته می‌شود. تا اوایل دههٔ ۱۹۵۰، انتقال‌های اوژه به وسیلهٔ طیف‌شناسان به عنوان آثاری مزاحم شناخته می‌شدند و شامل اطلاعات موادی مرتبط زیادی نبودند، اما برای بیان ناهنجاری‌ها در اطلاعات طیف‌سنجی پرتو ایکس به کار می‌رفتند. با این وجود از سال ۱۹۵۳، AES یه تکنیکی کاربردی و توصیف سرراست برای تفحص محیط‌های سطحی شیمیایی و ترکیبی تبدیل شده‌است و در متالورژی، شیمی حالت گاز و در صنعت ریزالکترونیک‌ها کاربردهایی پیدا کرده‌است.

## اثر اوژه و گسیل الکترون

بخش a نشانگر خروج یک الکترون از لایه 1S، و انتقال الکترونی از لایه 2S بجای آن است. این الکترون منتقل شده انرزی‌اش را به الکترون دیگری در 2P می‌دهد و آن نیز از اتم جدا می‌شود. در نهایت در اتم دو جای خالی الکترونی در لایه P داریم. بخش b همین فرایند را در طیف‌سنجی نمایش می‌دهد.

انرژی حدود ۲ تا ۵۰ الکترون‌ولت برای جداسازی الکترونی از لایه‌های درونی یک اتم کافیست. هنگامیکه الکترونی، اتم را ترک کند، یک جای خالی از خود بجا می‌گذارد. الکترون‌های لایه‌های بالاتر که پرانرژی‌ترند می‌توانند به این جای خالی رفته و انرژی آزاد کنند. انرژی آزاد شده می‌تواند به دو گونه باشد، یا به صورت فوتون تابش شود یا به الکترون دیگری منتقل شده و باعث شود آن الکترون از اتم به بیرون پرتاب شود. الکترونی که بدین‌گونه از اتم خارج می‌شود را الکترون اوژه گویند.

## کاربردهای کلی
- آنالیز ترکیبی منطقه ۵ تا ۳ نانومتر نزدیک سطح برای تمام عناصر به‌جز هیدروژن و هلیم
- رسم منحنی عمق – ترکیب و آنالیز فیلم نازک
- آنالیز شیمیایی تجزیه جانبی بالای سطح و مطالعات ناهمگون برای تعیین متغیرهای ترکیبی در محدوده بزرگ تراز ۱۰۰ نانومتر
- آنالیز مرزدانه و دیگر سطوح مشترک به وجود آمده شده به وسیله ترک
- تشخیص فازها در مقاطع  میانی

## مثال‌هایی از کاربرد
- آنالیز عدم خلوص سطوح مواد برای تضمین کارکرد آن در خواصی مثل خوردگی، فرسودن، تحریک ثانوی الکترون و تجزیه
- تشخیص محصولات واکنش شیمیایی برای مثال در اکسایش و خوردگی
- ارزیابی ترکیبی در عمق فیلم‌های سطحی، پوشش، و فیلم‌های نازک به کار رفته برای تغییر و تبدیل مختلف سطوح متالوژیکی و کاربرد میکروالکترونیک
- آنالیز شیمیایی مرزدانه برای ارزیابی نقش رسوب مرزدانه‌ای و تفکیک محلول روی خواص مکانیکی، خوردگی و خوردگی تنشی

## نمونه‌ها
- جامدات،(فلزها، سرامیک‌ها و مواد آبی) با فشار بخارهای نسبتاً پایین (کمتر از ‎ ۱۰−۸ تور در دمای اتاق). مواد با فشار بخار بالا  می‌توانند با خنک کردن نمونه استفاده شوند. به‌طور مشابه، بسیاری از نمونه‌های مایع می‌توانند به وسیله خنک کردن یا به وسیله به کار بردن یک فیلم نازک در داخل یک پایه رسانا استفاده شوند.
- اندازه: ذرات پودری شکل تنها به قطر یک میکرومتر می‌توانند آنالیز شوند. بیشینه اندازه نمونه وابسته به بکار رفته‌است.
- توپوگرافی سطح: سطوح مسطح مرجح هستند، اما سطوح ناهموار می‌توانند در مناطق کوچک انتخابی (تقریباً ۱ میکرومتر) آنالیز شوند یا در مناطق وسیع ۰٫۵mm) قطر) میانگین‌گیری شوند.
- آماده‌سازی: نمونه‌ها باید عاری از اثر انگشت، روغن و سایر مواد فشار بخار بالا باشند.

## محدودیت‌ها
- غیر حساس به هیدروژن و هلیم.
- آسیب پرتو الکترون می‌تواند تست غیرمخرب  مواد آلی و زیستی و گاه مواد سرامیکی را محدود کند.
- بار اکتریکی پرتو الکترونی ممکن است آنالیز مواد تجزیه‌شونده را محدود کند.
- حساسیت ردیابی کمی برای بیشتر عناصر از ۰٫۱ تا ۱ درصد اتمی است.

## زمان تقریبی آنالیز
معمولاً زیر ۵ دقیقه برای بررسی کامل از ۰  تا ۲۰۰۰ الکترون ولت کافی است.
- آنالیزهای نقطهٔ اوج انتخابی برای مطالعه تأثیرات شیمیایی، حدس عامل اوژه و نمایش عموماً طولانی‌تر است.